# Witold Kazimierz Wierzejewski
Witold Kazimierz Wierzejski (ur.  2 lutego 1882 w Derebczynie, zm. 25 października 1950 w Argentynie) – polski inżynier mechanik i wykładowca Politechniki Warszawskiej.

## Życiorys
Witold Kazimierz Wierzejski ukończył studia na Politechnice Kijowskiej, gdzie zdobył dyplom inżyniera mechanika. Początkowo pracował w Południoworosyjskich Zakładach Metalurgicznych, pełniąc tam funkcje wicedyrektora i dyrektora technicznego. Po odzyskaniu niepodległości przez Polskę w 1919 roku powrócił do kraju, gdzie objął stanowiska zarządcze w przemyśle. Był m.in. dyrektorem naczelnym Zjednoczonych Polskich Fabryk Maszyn Rolniczych oraz Państwowych Zakładów Uzbrojenia.
Podczas II wojny światowej, w 1942 roku, wyemigrował do Wielkiej Brytanii. Tam pracował w Instytucie Badań Technicznych przy Sztabie Generalnym Wojska Polskiego. W 1948 roku przeniósł się do Argentyny, gdzie podjął pracę jako doradca techniczny. Zmarł 25 października 1950 roku w Argentynie.

## Działalność społeczna
W latach 1934–1937 Witold Wierzejski pełnił funkcję prezesa Stowarzyszenia Inżynierów i Techników Mechaników Polskich, organizacji zrzeszającej polskich inżynierów i techników mechaników. Jego działalność przyczyniła się do rozwoju przemysłu technicznego i mechanicznego w Polsce.